# ویلتسنبرگ-هوسوایلر
ویلتسنبرگ-هوسوایلر (به آلمانی: Wilzenberg-Hußweiler) یک شهر در آلمان است که در بیرکنفلد واقع شده‌است. ویلتسنبرگ-هوسوایلر ۳۱۳ نفر جمعیت دارد.